# Святое (деревня, Тверская область)
Святое — опустевшая деревня в Осташковском городском округе Тверской области.

## География
Находится в западной части Тверской области на расстоянии приблизительно 20 км на север-северо-запад по прямой от города Осташков у восточного берега озера Святое.

## История
Деревня была показана ещё на карте Менде (состояние местности на 1848 год). В 1859 году здесь (деревня Осташковского уезда) было учтено 7 дворов, в 1939 — 13. До 2017 года входила в Мошенское сельское поселение Осташковского района до их упразднения.

## Население
Численность населения: 63 человека (1859 год), 2 (русские 100 %) 2002 году, 0 в 2010.